# Мутаккіль-Нуску
Мутаккіль-Нуску — цар Ассирії упродовж нетривалого часу приблизно у другій половині XII століття до н. е.

## Правління
Після смерті батька Мутаккіль-Нуску боровся за престол зі своїм братом Нінурта-Тукульті-Ашшуром, якого згодом заслав до Вавилонії.